# Wegekreuz Dorfstraße

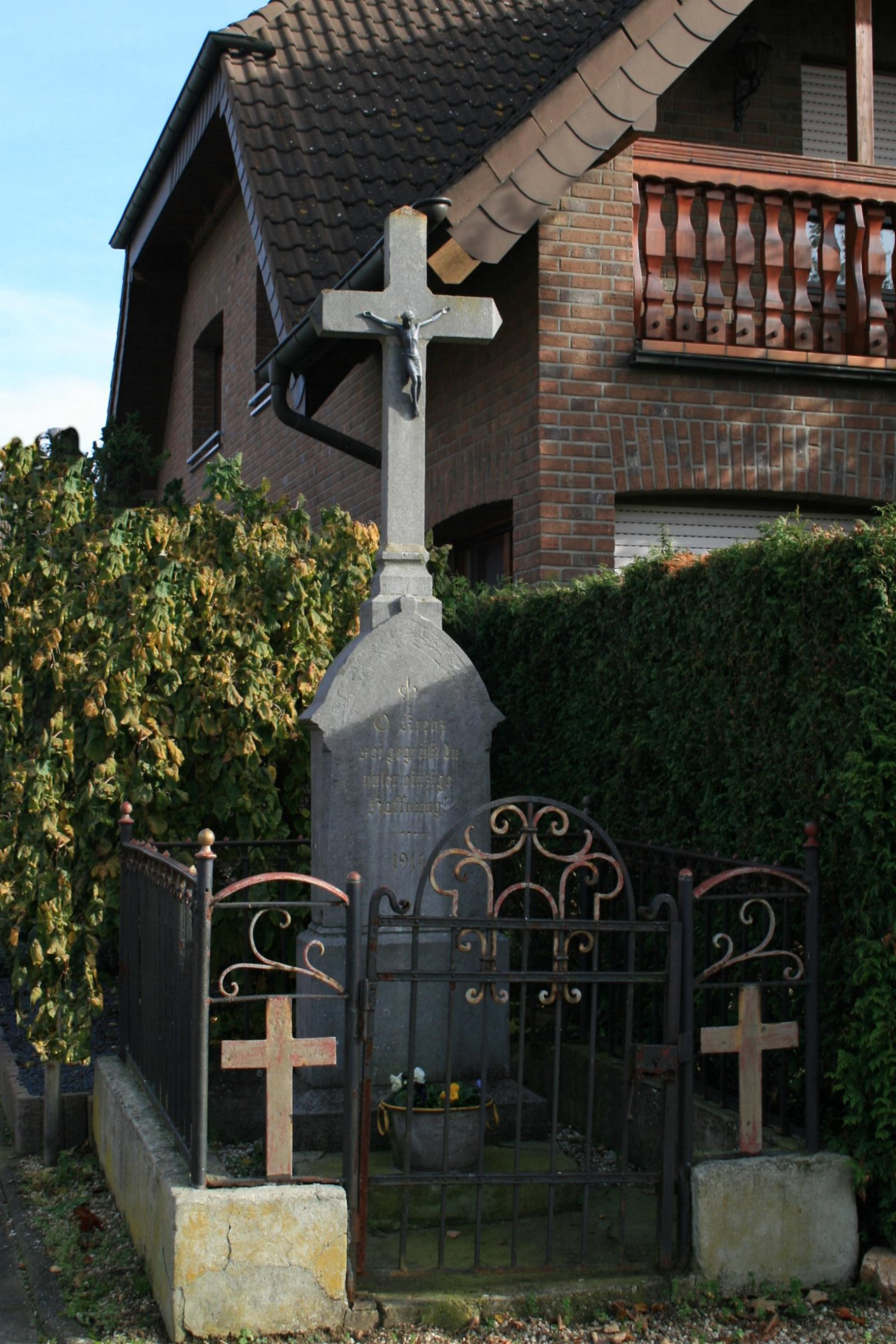
Das Wegekreuz

Das Wegekreuz Dorfstraße steht in Poll, einem Ortsteil der Gemeinde Nörvenich im Kreis Düren, Nordrhein-Westfalen am Übergang von der Dorfstraße in die Erper Straße.
Das Kreuz wurde 1914 erbaut. Es besteht aus Blaustein und ist etwa 3 m hoch. Auf einem hohen Sockel steht ein grabsteinförmiger Pfeiler mit Inschrift und Verzierungen. Das schlichte Kreuz hat einen eisernen Korpus. Um das Kreuz steht ein schmiedeeiserner Zaun auf einem verputzten Steinsockel.
Das Wegekreuz wurde am 21. März 1985 in die Denkmalliste der Gemeinde Nörvenich unter Nr. 66 eingetragen.

## Belege
- Denkmalliste der Gemeinde Nörvenich (PDF; 108 kB)

Koordinaten: 50° 46′ 55,3″ N, 6° 40′ 6,2″ O